# آرتور جف
آرتور جعف (انگلیسی: Arthur Jaffe; ۲۲ دسامبر ۱۹۳۷ – ) ریاضیدان اهل ایالات متحده آمریکا بود. وی همچنین برندهٔ جوایزی همچون جایزه دنی هینمن در فیزیک ریاضی و کمک‌هزینه گوگنهایم شده‌است.

## تحصیلات
او از دانش‌آموختگان دانشگاه پرینستون و اعضای انجمن ریاضی آمریکا بود.